# Jagnjenica
Jagnjenica je naselje v Občini Radeče.